# Aymon (Chablais)
Aymon (auch Haimon) († zwischen 1. Juli und 30. August 1237) war ein Adliger aus Savoyen.

## Herkunft
Aymon entstammte dem Haus Savoyen. Er war vermutlich der drittälteste Sohn von Graf Thomas I. von Savoyen und dessen Frau Beatrix von Genf. Sein Vater war ein bedeutender Adliger mit Besitzungen im damaligen Königreich Arelat und in Norditalien. 

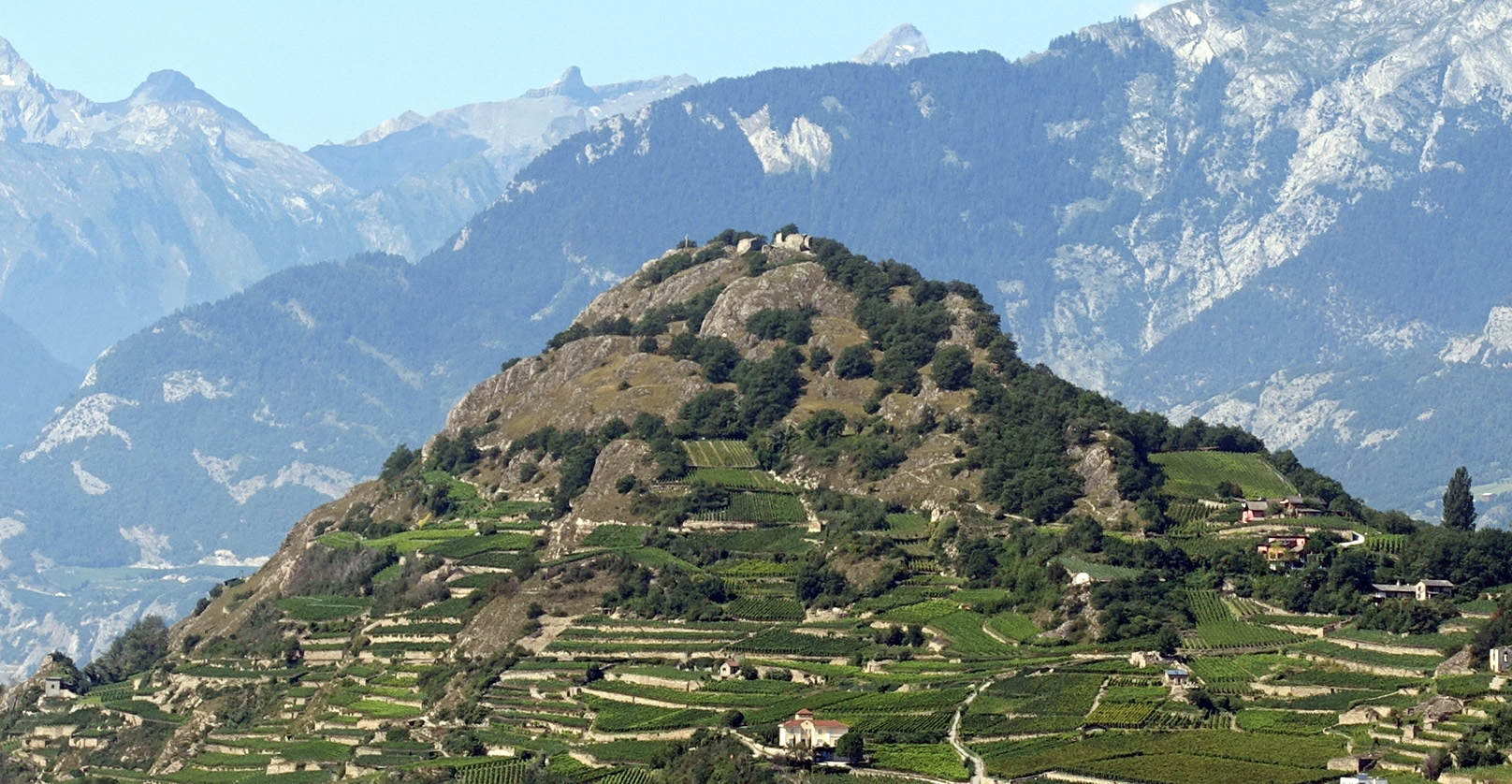
Der Montorge bei Sion, auf dessen Gipfel Aymon eine Burg errichten ließ

## Leben
Aymon diente vielleicht schon ab 1224 als Vertreter seines Vaters im Valais. Mit Sicherheit wird er aber erst 1228 im Val di Susa erwähnt, als er in einer Fehde gegen den Dauphin Guigues VIII. von Viennois dessen Marschall Obert Auruce gefangen nehmen konnte. Der Marschall wurde im Priorat von Oulx gefangen gehalten und erst gegen ein hohes Lösegeld freigelassen. Zwei Monate nach dem Tod von Aymons Vater im März 1233 musste sein Bruder Wilhelm in einem Konflikt zwischen Aymon und Bischof Landri de Mont von Sion im Valais vermitteln. Wilhelm konnte Aymon überzeugen, seine Burg auf der Spitze des Montorge zu zerstören, durch die sich die Stadt Sion und der Bischof bedroht sahen. Dazu musste Aymon den Besitz des Bischofs der Burgen von La Soie und von Chamoson anerkennen, die er zuvor geplündert hatte. Auch die Kaufleute, die Aymon während der Fehde gefangen genommen hatte, musste er freilassen. 1234 verlangte Aymon von seinem ältesten Bruder Amadeus IV. einen größeren Anteil am väterlichen Erbe, da in den zerstreuten Besitzungen der Familie kein einheitliches Erbrecht galt. Vermutlich forderte er neben dem Chablais das Aostatal. Im Juli 1234 traf sich daraufhin die Familie auf Burg Chillon, um die Aufteilung des Erbes zu klären. Dabei verzichtete Aymon auf das Aostatal, doch er erhielt von Amadeus das Chablais als erbliches Lehen.
Von der Herrschaft von Aymon über das Chablais ist nur wenig bekannt. Er hatte weiterhin ein gespanntes Verhältnis zum Bischof von Sion. Seine Schenkungen zugunsten des Hospizes auf dem Grossen St. Bernard und der Abtei Saint-Maurice zeigen, dass er sich um den Handel und um die Straßen über die Alpenpässe nach Norditalien kümmerte. Seine Residenz war Burg Chillon, wo sich im Juni 1236 erneut mit seinen Brüdern und seiner Mutter traf. Seine Familie bezeugte dabei Aymons Stiftung des Hospitals in Villeneuve. Zu dieser Zeit war Aymon möglicherweise bereits schwer krank. Wahrscheinlich war er an Lepra erkrankt, weshalb er sich schließlich 1237 in das Val d’Illiez zwischen Saint-Maurice und Monthey zurückzog. Am 1. Juli 1237 schenkte er der Abtei Saint-Maurice noch 100 Soldo, doch bereits am 30. August 1237 zog sein Bruder Amadeus das Chablais als erledigtes Lehen ein.
Aymon war unverheiratet geblieben. Er wurde in einer Kirche im Val d’Illiez beigesetzt.